# Jajar Tunggal
Jajar Tunggal is een bestuurslaag in het regentschap Soerabaja van de provincie Oost-Java, Indonesië. Jajar Tunggal telt 12.167 inwoners (volkstelling 2010).